# Barbitursyra
Barbitursyra eller malonylurea eller 6-hydroxyuracil är en organisk förening baserad på ett pyrimidin heterocykliskt skelett. Det är ett luktfritt pulver lösligt i vatten. Barbitursyra är moderföreningen till barbituratläkemedel, även om barbitursyra i sig inte är farmakologiskt aktiv. Föreningen syntetiserades 1864 av den tyske kemisten Adolf von Baeyer, som gav den namnet barbitursäure. Namnet kan han ha tagit efter en ung dam som han hade träffat och som kallades "Barbara"' varför namnet "barbitursyra" var en kombination av namnet "Barbara" och "urinsyra", eller efter Sankta Barbara, antingen för att han upptäckte den på högtidsdagen i St Barbara (4 december) eller för att han ibland lunchade med artilleriofficerare och St Barbara är deras skyddshelgon. 

## Syntes
Barbitursyra framställde Adolf von Baeyer genom att reducera vad han kallade alloxanbromid (nu: 5,5-dibromobarbitursyra) med vätecyanid, och senare genom att reducera dibrombarbitursyra med en kombination av natriumamalgam och vätejodid. År 1879 syntetiserade den franske kemisten Édouard Grimaux barbitursyra från malonsyra, urea och fosforoxiklorid (POCl3). Malonsyra har sedan dess ersatts av dietylmalonat, eftersom användning av estern undviker problemet med att behöva hantera surheten hos karboxylsyran och dess oreaktiva karboxylat.

Syntesen av barbitursyra från malonsyra och urea

## Egenskaper
α-kol har en reaktiv väteatom och är ganska sur (pKa = 4,01) även för en diketonart (jfr dimedon med pKa 5,23 och acetylaceton med pKa 8,95) på grund av den ytterligare aromatiska stabiliseringen av karbanionen.

Aromatisk stabilisering av barbituratkarbanion

## Användning
Med hjälp av Knoevenagel-kondensationsreaktionen kan barbitursyra bilda ett stort antal barbituratläkemedel som beter sig som depressiva medel i centrala nervsystemet. Fram till 2007 har mer än 2 550 barbiturater och besläktade föreningar syntetiserats, med 50 till 55 i klinisk användning runt om i världen för närvarande. Den första som användes i medicin var barbital (Veronal) från och med 1903, och den andra fenobarbitalen marknadsfördes först 1912.
Barbitursyra är en kemisk byggsten i laboratoriesyntesen av riboflavin (vitamin B2) och i en metod för att producera det farmaceutiska läkemedlet minoxidil. Det är en av de fyra ingredienserna i syntesen av riboflavin. Innan barbitursyra ersattes i syntesen av riboflavin var det för dyrt att syntetisera riboflavin.

## Risk
Överdosering av barbituratläkemedel kan orsaka andningsdepression och i värsta fall död. Barbiturater är beroendeframkallande, och abrupt upphörande av höga doser kan resultera i ett mycket medicinskt allvarligt, till och med dödligt, abstinenssyndrom. Barbitursyraderivat anses vara DEA schema III kontrollerade ämnen.